# Kunihiko Yokoyama
Kunihiko Yokoyama (横山邦彦?, Yokoyama Kunihiko; 17 marzo 1947) è un ex cestista giapponese.

## Carriera
Con il Giappone ha partecipato ai Giochi olimpici di Monaco 1972, segnando 39 punti in 9 partite.